# Carl Ludwig
Carl Friedrich Wilhelm Ludwig (Witzenhausen, 29 dicembre 1816 – Lipsia, aprile 1895) è stato un cardiologo e fisiologo tedesco.

## Biografia
Carl Ludwig nacque a Witzenhausen, una piccola città sulle rive del Werra, dove visse fino all'età di 9 anni. Suo padre fu ufficiale dell’esercito durante le guerre napoleoniche e, dopo il pensionamento, ottenne una posizione ad Hanau, vicino a Francoforte, trasferendosi con la sua famiglia. Qui Ludwig si diplomò nel 1834 e successivamente iniziò a studiare medicina presso l’università di Marburgo. Dopo essere stato espulso per aver difeso un altro ragazzo, continuò i suoi studi medici ad Erlangen e in seguito alla scuola di chirurgia di Bamberga. Qui non si sentì mai davvero a casa e per questo fa ritorno a Marburgo nel 1839, dove termina i suoi studi laureandosi in medicina nel 1840.
Durante questo periodo Ludwig ebbe modo di avvicinarsi alla politica unendosi ad una confraternita studentesca, sostenitrice dell'unificazione nazionale e del principio di autodeterminazione. Inoltre fece parte della redazione del Neuer Verfassungsfreund, un giornale liberale che promuoveva la riforma del sistema universitario.
Dopo aver lavorato in laboratorio con Robert Bunsen fino al 1841, ottenne la carica di secondo commissario nel dipartimento di anatomia dell'università di Marburgo grazie all'influenza di Ludwig Fick, fratello maggiore di Adolf Fick. Quando Ludwig Fick divenne presidente del dipartimento di anatomia, Carl Ludwig fu promosso ottenendo la carica di primo commissario. Nel 1846 fu nominato per una cattedra straordinaria di anatomia comparata.
Nel 1842 aveva già pubblicato una tesi che illustrava la corretta funzionalità dei glomeruli renali. Nello stesso anno, iniziò i suoi esperimenti sulla fisiologia della circolazione e sulla metodologia per la misurazione della pressione sanguigna. Nel 1846 inventò il chimografo, un apparecchio di registrazione su cilindro rotante che divenne da allora uno strumento di indagine indispensabile negli studi di fisiologia.Questa invenzione gli valse una grande notorietà all'interno della comunità scientifica. Nella primavera del 1847, durante una visita a Johannes Müller a Berlino incontrò coloro che saranno i suoi discepoli, Hermann Helmholtz, Ernst Brücke, Emil du Bois-Reymond e Rudolf Virchow.
La situazione a Marburgo divenne molto complicata a causa delle numerose difficoltà finanziarie legate alla vita professionale, della sua convinzione politica e della tesa relazione con il fisiologo Christian Friedrich Nasse, un fisiologo. Nell'inverno del 1849 venne nominato professore di anatomia e fisiologia all’università di Zurigo. Questa carica gli consentì di risollevare la sua situazione economica e di sposarsi con Christiane Ludwig a dicembre dello stesso anno. Nel 1851 nacque la loro primogenita, che tuttavia sfortunatamente morì alla tenera età di 3 anni. Anche a Zurigo purtroppo le cose per Ludwig non furono semplici: infatti la moglie si ammalò gravemente e la mole di lavoro all'università diventò sempre più pesante. Al tempo stesso, la stesura del trattato di fisiologia iniziata durante la permanenza a Marburgo richiedeva molto tempo ed energia, sottraendoli ai suoi esperimenti sulla diffusione, sulla secrezione delle ghiandole e sulla circolazione e respirazione fisiologica. Carl Ludwig non si sentì mai accettato a Zurigo sia perché i rifugiati tedeschi non erano ben integrati nella società svizzera, sia perché il suo approccio sperimentale non era condiviso da molti medici della facoltà.
Nel 1855 fu nominato professore di fisiologia e zoologia all’accademia medica e chirurgica militare di Vienna. Durante i suoi 10 anni a Vienna studiò i principali processi di scambio dei gas, il movimento della linfa e scoprì il centro vasomotorio midollare. Il 1 maggio del 1865 ottenne la cattedra nel dipartimento di fisiologia all’università di Lipsia in Sassonia, un incarico che accettò molto volentieri. Ebbe fra i suoi allievi anche gli italiani Luigi Luciani e Angelo Mosso.
Nel 1884 ottenne la Medaglia Copley.
Morì nel 1895 a Lipsia.

## Influenze
Durante la sua vita, Carl Ludwig esercitò un'enorme influenza in quanto rappresentante di un gruppo di giovani fisiologi, che si definivano fisici organici, schierati contro la filosofia naturalistica e il vitalismo come fattore determinante nella fisiologia. La pubblicazione del Lehrbuch der Physiologie des Menschen nel 1852 fu uno shock per i conservatori, che ritennero premature le idee proposte da Ludwig. In particolare Rudolf Wagner sostenne che "Questo libro è arrivato almeno decenni troppo presto, forse addirittura secoli". La prima frase della prefazione del trattato può essere considerata il “manifesto” di questo gruppo: “la fisiologia scientifica ha il compito di determinare le funzioni del corpo animale e derivarle come necessaria conseguenza delle condizioni elementari”.

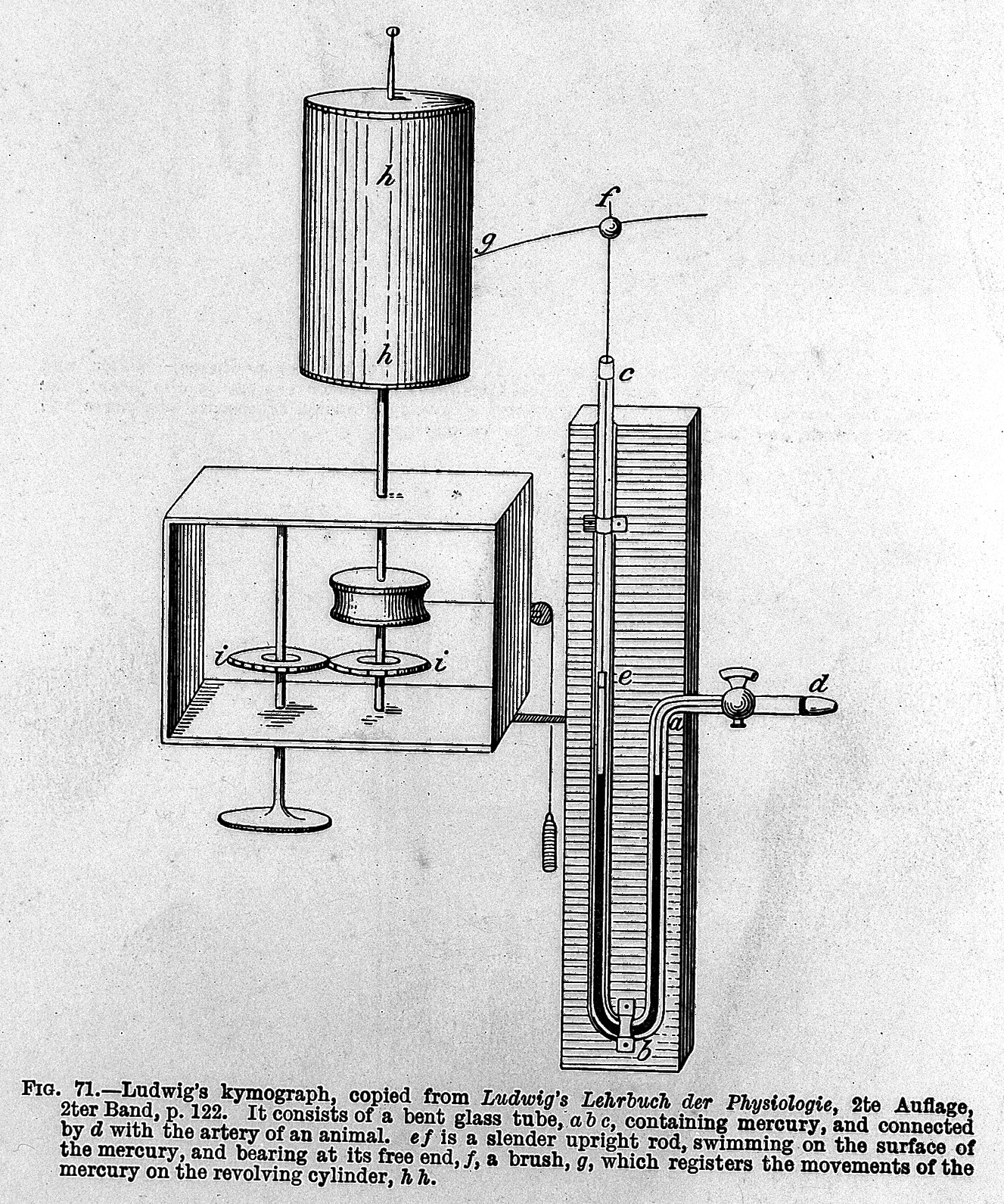
Chimografo - Carl Ludwig

La ricerca moderna sulla fisiologia della circolazione sanguigna è stata influenzata in modo decisivo da Carl Ludwig. Le sue idee sembrano infatti conferme o anticipazioni di risultati delle moderne indagini. Tra le intuizioni più importanti c'è ad esempio la divisione in due parti del sistema circolatorio e l'esistenza di connessioni aperte tra i compartimenti interstiziali e l'interno dei vasi linfatici.
Carl Ludwig e i suoi allievi hanno dato numerosi e importanti contributi alla nostra comprensione della struttura e funzione dell'organismo vivente. La sua formazione approfondita in anatomia gli ha fornito importanti informazioni che possono derivare da studi puramente morfologici. Infatti riuscì a intuire che la forma di un organo avesse una qualche relazione con la sua funzione, ma che quest'ultima potesse essere spiegata solamente con principi fisici determinati sperimentalmente. Ad esempio la teoria della filtrazione glomerulare venne sviluppata a seguito di una lunga serie di studi sulla diffusione dei fluidi attraverso le membrane.
Nel 1846 Ludwig inventò il chimografo, uno strumento che combinava uno stilo collegato ad un manometro a mercurio con un fumaiolo rotante per registrare graficamente eventi fisiologici nel tempo. Anche nella realizzazione di questo strumento ha adattato principi e progetti precedentemente sviluppati da altri per registrare graficamente fenomeni fisici e vitali. Grazie al chimografo fu possibile misurare diverse variabili fisiologiche come la pressione sanguigna, la frequenza del polso e la frequenza respiratoria. Registrando simultaneamente l'onda del polso e il pattern respiratorio, Ludwig descrisse per la prima volta l'aritmia sinusale nel 1847.
Anche l'innervazione cardiovascolare era un'area di particolare interesse per Ludwig. Infatti, estendendo gli studi di Weber sull'influenza del sistema nervoso sulla frequenza cardiaca, scoprì il "nervo acceleratore" del cuore con il suo allievo Oswald Schmiedeberg . Con il suo allievo americano, Henry Bowditch, Ludwig scoprì due leggi fondamentali della fisiologia cardiaca: la legge "tutto o niente" del muscolo cardiaco e il fenomeno della scala, oggi conosciuto come inotropismo. Poco dopo che Claude Bernard ebbe dimostrato l'esistenza di nervi vasodilatatori e vasocostrittori, Ludwig intraprese una serie di esperimenti che misero in evidenza l'importanza del tono vascolare nel mantenimento della pressione sanguigna.
Assieme a Ivan Sechenov fece importanti scoperte nel campo della fisiologia respiratoria inventando una pompa del sangue al mercurio che consentiva di separare i gas respiratori nel sangue in vivo. In una vasta serie di esperimenti, Ludwig e i suoi allievi chiarirono la fisiologia dell'ossigenazione dei tessuti e dello scambio di gas respiratorio. La sua tecnica ha permesso di misurare la saturazione di ossigeno e anidride carbonica nel flusso sanguigno. I risultati di questi esperimenti portarono Ludwig a concludere che l'assorbimento di ossigeno da parte di un organo fosse correlato al lavoro svolto da quell'organo.
Tra i suoi importanti contributi all'anatomia vi furono gli studi sulla struttura del miocardio, il rene, e la vascolarizzazione dell'occhio e dell'orecchio interno. Nel corso delle indagini per valutare la fornitura vascolare di vari organi, Ludwig raffinò le vecchie tecniche di iniezione nei sistemi vascolare e linfatico con sostanze che facilitavano lo studio della loro minuscola anatomia. Questa abile correlazione tra anatomia e fisiologia gli permise di scoprire nuove informazioni riguardanti la funzione di vari organi.
Molti fattori hanno contribuito al successo di Carl Ludwig e del suo istituto di fisiologia a Lipsia. Sebbene la sua abilità e intelligenza furono fattori importanti, anche altre circostanze individuali, istituzionali e sociali hanno contribuito alla produttività e alla prosperità. Sulla base dei risultati scientifici di Ludwig, alcuni medici americani hanno cercato di riformare la formazione medica in modo che la ricerca e la formazione scientifica avanzata fossero incoraggiate. In nessun luogo questo sforzo ha avuto più successo che alla Johns Hopkins School of Medicine, aperta nel 1893. Non è un caso che dei quattro professori di scienze di base originari, tre fossero stati suoi allievi: William H. Welch in patologia, Franklin P. Mall in anatomia e John J. Abel in farmacologia.
Altri alunni americani di Ludwig incoraggiarono riforme anche alla Harvard Medical School e all'Università del Michigan.
In onore del 100º anniversario della morte di Ludwig il Dipartimento di Fisiologia dell'Università di Lipsia organizzò un simposio scientifico in suo onore dal 18 al 20 maggio 1995 incentrato su 5 diverse aree scientifiche a cui lo stesso Ludwig aveva dato un importante contributo: fisiologia cardiovascolare, fisiologia renale, sistema nervoso autonomo, fisiologia respiratoria, fisiologia muscolare e neurofisiologia.

## Istituto

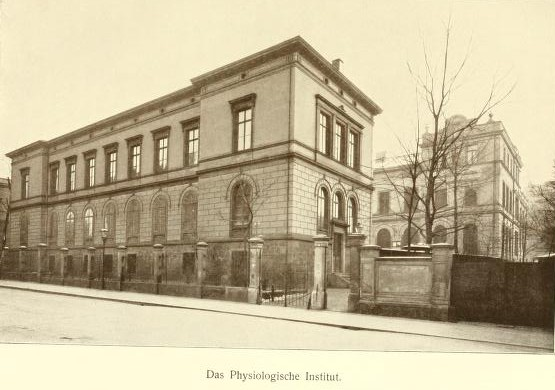
Carl Ludwig Institut für Physiologie - Leipzig

Carl Ludwig fu nominato docente di fisiologia a Lipsia il 1 maggio 1865 e poté aprire un nuovo istituto di fisiologia il 26 aprile 1869. L'istituto si trovava in Waisenhausstrasse, l'odierna Liebigstrasse, di fronte all'Istituto di anatomia. Al momento della sua fondazione l'istituto non aveva eguali al mondo, diventando un modello per molti altri laboratori sia in Germania che all’estero. Il successore di Carl Ludwig, Ewald Hering, che aveva assunto la direzione dell'istituto nel 1895, fece ampliare la struttura attraverso la costruzione di altre aule e laboratori nell'ala sud, arrivando al confine tra l'Istituto Fisiologico e la sede dell'Istituto oftalmologico.
Il 4 dicembre 1943 l'istituto venne danneggiato da un attentato dinamitardo. In seguito, il 6 aprile 1945, fu completamente distrutto da un altro pesante attentato.
La ricostruzione avvenne tra il 1955 e il 1961 grazie all'intervento di Erich Bauereisen, rettore dal 1952 al 1959. L'aula magna è stata la prima parte dell'istituto ad entrare in funzione con una capienza di 525 posti. Al di sopra di quest'ultima fu costruita anche un'aula magna più piccola che poteva ospitare circa 150 persone. Le sale di tirocinio sono invece ubicate in un'ala separata dai laboratori di ricerca.

## Scritti
- Carl Friedrich Wilhelm Ludwig, Abhandlungen uber den Speichel, von C. Ludwig, E. Becher und Conrad Rahn; herausgegeben von M. von Frey, Leipzig, Engelmann, 1890.
- Carl Friedrich Wilhelm Ludwig, Die Lymphgefasse der Fascien und Sehnen, von C. Ludwig und F. Schweiger Seidel, Leipzig, S. Hirzel, 1872.
- Carl Friedrich Wilhelm Ludwig, Uber den ursprung der lymphe, von C. Ludwig, Wien, C. Ueberreueter, 1863.
- Carl Friedrich Wilhelm Ludwig, Lehrbuch der Physiologie des Menschen 1: Physiologie der Atome, der aggregatzustande, der nerven und muskeln; 2: Aufbau und Verfall der Safte und Gewebe. Thierische Warme, Leipzig-Heidelberg, C. F. Wintersche Verlagshandlung, 1858.